# Cachedenier
Cachedenier (de Vassimon), især i Danmark kendt som Castonier [ka'stånjər], er en uradelsslægt fra Lorraine, der senere har bredt sig til Tyskland og Danmark. Den er dog senere uddød her i landet.

## Våbenskjold
Et ved et blåt kors af guld, rødt, blåt og guld firdelt skjold, i det røde felt en guldstjerne, på hjelmen en hvid due med en guldring i næbbet mellem to sølv vesselhorn.

## Historie
Slægten stammer oprindeligt fra Spanien, men kom senere til Frankrig, hvor den 23. marts 1704 blev ophøjet i friherrelig stand. I slutningen af 16. århundrede kom Daniel Cachedenier (død 1612) til Thüringen. Han var søn af Franz Cachedenier og Margaretha Gaynoth og nevø til Juan Cachedenier og hustru Sansiellani. Han havde som oberst tjent den franske krone sammen med Friedrich von Etzdorff, herre til Etzdorf og Silbitz, og havde senere begivet sig til Tyskland, hvor han blev hertugelig sachsisk Amtshauptmann i Jena, Eisenberg og Bürgel. Han blev gift med en datter af sin ven, Magdalene von Etzdorff.
Af dette ægteskab udsprang Friedrich von Cachedenier (død 1675), som blev råd, hofmester og senere gehejmeråd hos abbedissen Anna Sophia af Quedlinburg (1645-1680) af huset Wittelsbach i Kurpfalz. Han var også scholasticus ved stiftet Naumburg.
Han ægtede en dame von Bünau og fik tre døtre og tre sønner: Daniel, Heinrich Friedrich og Carl Friedrich von Cachedenier. Den sidstnævnte tog tilbage til Frankrig, hvor et af hans børn under navnet Cachedenier de Vassimon blev ophøjet til friherre. Dennes nevø, Anton Paul Ludwig friherre Cachedenier de Vassimon (født 1790) blev som kongelig bayersk Hauptmann (kaptajn) 4. juli 1818 optaget i friherrestanden i kongeriget Bayern.
Af slægten trådte to brødre, Falck Daniel Castonier (1689-1732) og Heinrich Sigismund Castonier (1692-1766) i dansk militærtjeneste; de skal have forandret slægtsnavnet til Castonier. Førstnævnte avancerede til oberstløjtnant i rytteriet, fra ham stammer en række dygtige officerer og alle slægtens nulevende medlemmer. Den yngre broder blev 1737 med karakter af oberst af infanteriet den første inspektør over dette våbens eksercits, han døde som generalløjtnant og hvid ridder og var fader til generalløjtnant Frederik Julius Christian Castonier (1761-1838). Denne, der nævnes som en hædersmand og en meget anset militær, førte 1815 en brigade i det første auxiliærkorps, som da drog mod Frankrig, han var særlig yndet af Frederik VI trods den frygtløse måde, hvorpå han hævdede sine anskuelser. 
Ved kgl. åbent brev 22 jan 1818 fik Bernhard Daniel Castonier og steddatter Anne Susanne Kinckel anerkendelse som dansk adel med navnet Castonier. Hun døde 1836, så de øvrige danske Castonier'er var ikke adelige. 
Et senere medlem af slægten var major og toldforvalter Daniel Castonier (død 1872), som var fader til generalmajor Edgar Oscar Nonus de Castonier (1866-1934) og oberstløjtnant Hakon Hjalmar Alvild Decimus Castonier (1868-1946).